# 湿生冬青
湿生冬青（学名：Ilex verisimilis）为冬青科冬青属的植物，是中国的特有植物。分布在中国大陆的湖南、广西、广东等地，生长于海拔800米至1,500米的地区，多生在山谷密林、林缘、疏林中和河边，目前已由人工引种栽培。